# 语言帝国主义
语言帝国主义是指在优势语言与其他语言之间，由于结构和文化方面的不平等使強勢語言长期维持的支配地位，將逐漸地把主導語言轉移給說其他語言的人。这种发生重构的转换本质上是一种权力的证明——通常为军事实力，但在现代世界也可以是经济实力。舉例說：在現代社會中，國際社會間語言的能力可以影響一家國際機構的行事標準，而世界銀行及國際貨幣基金等金融機構批出貸款的原則，很可能受到貸款申請者的（語文）能力。而這亦是過往這些機構被指對待南美洲以西班牙語為母語的國家的申請人造成不公平，間接造成這些國家在1960年代到1970年代的經濟危機的元兇。

## 各种语言帝国主义

### 英语帝国主义
工业革命以后，英语成为世界上最流行的语言，其影响力远超拉丁语、法语及西班牙语。英语帝国主义目前在全球仍最具规模。

### 汉语帝国主义
现代标准汉语是中国的官方语言，并加以推广。汉语族各语言及藏语、维吾尔语、蒙古语等少数民族语言的使用环境受到现代标准汉语的压制。此外，现代标准汉语在歐美及東南亞的影響力迅速擴大，並讓現代標準漢語（國語、華語）成為漢語的標準音（如新加坡講華語運動）。

### 日语帝国主义
19世纪末至20世纪，随着日本的扩张，日本在其占领地域推行日语教育，这被認為是一種皇民化教育。這種皇民化教育，至少曾在朝鮮半島及台灣實行過。而隨着太平洋战争爆發，大日本帝国繼續在大东亚战争中的新占領地推行日本語教育。在香港被日本佔領期間，官立學校及部分受政府資助的學校都要從過往的英語教育改為日語教育。時至21世纪的今日，很多昔日皇民化教育的影響仍然保留到現在。在語言學期刊有不少論文就此題目作出論述。此外，在今日的日本國土範圍，琉球语、阿伊努语和尼夫赫语的使用仍受到日本语的排挤，而目前它们都是濒危语言。

### 希腊语帝国主义
罗马帝国建立后，古希腊语在学术、哲学、艺术、自然科学等领域保留了特权地位。起源于希腊语的词汇，多保留于今日医学等学术领域。aérodrom（飞行场）、téléphone（电话）、téléphérique（索道）、bathyscaphe（深海潜水器）等词汇，则是法语在制造新词之际经常使用希腊语词汇。

### 拉丁语帝国主义
拉丁语随着罗马军团的不断征服扩张，成为罗马帝国各地行政、司法、贸易等领域的重要语言。法语、意大利语、西班牙语、葡萄牙语、罗马尼亚语等罗曼语族语言，多有拉丁语俗语化后的词汇。在拉丁语扩张的过程中，许多凯尔特以及意大利的古代语言灭绝。植物学等特定的自然科学领域，多有使用拉丁语的专门用语，在法学领域也有不少。天主教教会典礼上，拉丁语仍被广泛使用。

### 西班牙语帝国主义
16世纪以后，西班牙向美洲大陆殖民，西班牙语在南美洲和中美洲广泛传播，并取代和挤压原住民语言。目前西班牙语为南美洲和中美洲许多国家的通用语言。

### 德语帝国主义
德意志帝國成立以后，中欧和东欧广泛将德语当作商业语言，并把说德语当成了一种地位象征。此地位在第二次世界大战德国战败后才结束。

### 法语帝国主义
法语在16至18世纪期间就被法国政府定为标准语。而奥克语、法兰克-普罗旺斯语、布列塔尼语等其他语言则被视为“方言”，其使用遭到压制。法国的学校在使用这些“方言”的学生脖子上挂上牌子以示羞辱。
法語在神聖羅馬帝國、俄羅斯帝國及奧斯曼帝國後期成為上層階級的文化象征，與下層階級的當地語言形成對立。
随着法国不断殖民扩张，法语也被传播到世界各地。随着义务教育的导入，使得法语在20世纪加速取代各地域的本土语言。直到1958年的法兰西共和国宪法第一章第二条，以及1994年的Toubon Law，才确定不可剥夺少数语言的使用权利。

### 俄语帝国主义
从1930年起，斯大林强制规定苏联的各地必须强制使用俄语。

### 印地语帝国主义
印度独立之后，当局将印地语规定为印度唯一国家语言。这引起使用达罗毗荼语系的南部各邦的强烈抗议，将印地语规定为国家语言的政策最终无法推行。印地语和英语目前是印度的官方语言。

### 阿拉伯语帝国主义
中世以后，阿拉伯语随着阿拉伯帝国的扩张以及伊斯兰教的传播，影响力迅速扩大。在北非和小亚细亚，宗教仪式上都使用阿拉伯语。

### 坦米爾語帝国主义
坦米爾語是印度坦米爾納德邦及本地治里的官方語言，同時也是印度國家憲法承認的22種語言之一。坦米爾語是斯里蘭卡及新加坡的官方語言，並與英語、馬來語、華語並列馬來西亞法定教育媒介使用語言。在馬來西亞，有超過五百間政府學校機構以坦米爾語作為教育媒介。另外坦米爾語於2004年獲印度政府定為古典語言，這是獲得該地位的第一個印度語言。